# 炭酸ニッケル(II)
炭酸ニッケル(II)（たんさんニッケル(II)、nickel(II) carbonate）は、化学式がNiCO3で表される無機化合物である。産業的に最も重要な炭酸ニッケルは化学式がNi4CO3(OH)6(H2O)4の塩基性炭酸ニッケルで、実験室でよく見られるのはNiCO3とその六水和物である。すべてNi2+を含む常磁性の緑色の固体。
塩基性炭酸塩は鉱石の湿式製錬の中間生成物であり、電気めっきに使われる。この他、いくつかのセラミック材料や触媒の前駆体として使われる。
炭酸ニッケルは酸性水溶液と接触させると加水分解し、{\displaystyle {\ce {[Ni(H2O)6]^{2+}}}} イオン、遊離水と二酸化炭素の水溶液になる。これを焼成（熱して二酸化炭素と水を除去する）すると酸化ニッケル（無水炭酸ニッケル）となる。
{\displaystyle {\ce {NiCO3 -> NiO\ + CO2}}}
得られる酸化物の性質は前駆体に依存する。塩基性炭酸塩から得られる酸化物は触媒に有用である。
塩基性炭酸ニッケルは硫酸ニッケル(II)と炭酸ナトリウムから合成できる。
{\displaystyle {\ce {4Ni^{2+}\ + Na2CO3\ + 6OH^-\ + 4H2O -> Ni4CO3(OH)6(H2O)4\ + 2Na^+}}}
水和炭酸塩は二酸化炭素の存在下でニッケルを電解酸化して合成する。
{\displaystyle {\ce {Ni\ + O\ + CO2\ + 6 H2O -> NiCO3(H2O)4}}}
天然では菱ニッケル鉱（gaspéite）として産出するが、希産鉱物であり、二次鉱物であるため結晶は特に稀である。